# Joel Cedergren
John Joel Cedergren (Västerås, 22 luglio 1974) è un allenatore di calcio ed ex calciatore svedese, di ruolo centrocampista.

## Carriera

### Giocatore
Cedergren cominciò la carriera con la maglia del Mora, nelle serie inferiori del campionato svedese. Giocò poi per il Brage, per poi trasferirsi all'Halmstad, dove poté debuttare nell'Allsvenskan. Nel 2000 fu ingaggiato dal GIF Sundsvall, dove rimase fino al 2004.
L'anno seguente, infatti, fu messo sotto contratto dai norvegesi del Sogndal, all'epoca militanti nella 1. divisjon. Esordì con questa casacca il 10 aprile 2005, quando fu titolare nella vittoria per 3-1 sul Kongsvinger. Nel 2007 tornò al GIF Sundsvall, dove rimase fino all'anno dopo, quando si ritirò dall'attività agonistica.

### Allenatore
Cedergren diventò vice allenatore del GIF Sundsvall nel 2012, ma un anno più tardi fu nominato capo allenatore in coppia con Roger Franzén, con cui formò un tandem. Al secondo tentativo il suo club ottenne la promozione in Allsvenskan.
A partire dal 17 settembre 2016 la società, visti i soli due punti ottenuti nelle precedenti sette partite, decise di esonerare Franzén, lasciando il solo Cedergren alla guida della squadra.
Nell'Allsvenskan 2018 condusse la squadra al raggiungimento dell'8º posto in classifica, miglior piazzamento da 30 anni a quella parte. La stagione del club successiva del club (che versava in difficoltà economiche) tuttavia si rivelò però alquanto complicata tanto che dal 29 aprile al 30 agosto, data di esonero di Cedergren, non arrivarono vittorie: questi risultati spinsero appunto la dirigenza ad esonerare l'allenatore nel tentativo di raggiungere la salvezza nelle ultime otto giornate.
Dopo due anni e mezzo, tornò ad allenare nel gennaio 2022 dopo aver accettato la chiamata da parte dell'Örebro, squadra che si apprestava a militare in Superettan dopo la retrocessione dell'anno precedente. La sua permanenza sulla panchina bianconera fu però breve, poiché è stato esonerato l'8 aprile dopo la prima giornata di campionato, persa 3-0 sul campo del Brage.
In vista della stagione 2023, iniziò ad allenare la squadra femminile del Sundsvalls DFF, militante nella seconda serie nazionale.